# Delia Ephron
Delia Ephron (New York, 12 luglio 1944) è una sceneggiatrice e produttrice cinematografica statunitense.
Sorella minore di Nora Ephron, ha collaborato alla sceneggiatura di Avviso di chiamata (di cui ha scritto il soggetto), C'è posta per te, Vita da strega, Michael, 4 amiche e un paio di jeans e Agenzia salvagente.